# Bart Sells His Soul
Bart Sells His Soul — 4 серія сьомого сезону серіалу Сімпсони. Уперше на екрани вийшла у США 8 жовтня 1995 року.

## Сюжет
У церкві Барт замість церковного гімну роздає тексти з піснею «In the Garden of Eden» автора Айрон Баттерфляя. Коли отець Лавджой дізнається, що це за пісня, він запитує, хто роздав ці тексти. Після численних погроз, Мілгаус видає Барта, після чого як покарання отець Лавджой змушує Барта і Мілгауса прочистити труби органу. Мілгаус каже, що видав Барта, тому що не хотів, щоб його душу скльовували чорні ворони, на що Барт відповідає, що душі немає і, як доказ, продає свою душу за 5 доларів у вигляді листка паперу з написом «Душа Барта Сімпсона» . Барт Сімпсон купує на ці 5 доларів губки у формі динозаврів. Барт уявляє те, як він наповнить водою зі шланга губку у вигляді динозавра, який закусав Лісу. Однак, коли Барт кладе на землю губку і наповнює її водою, вона слабо наповнюється і спливає у зливову каналізацію.
Барт шкодує, що витратив 5 доларів, які він отримав за продаж душі. Ці слова почула Ліса. Ліса каже йому, що він вчинив неправильно, але він їй не вірить. Але пізніше з Бартом відбуваються дивні події: з ним відмовляється грати Маленький Помічник Санти, не відчиняються автоматичні двері в магазині «На швидку руку», не проявляється конденсація на склі, і він не може сміятися над «Шоу Чуха і Сверблячки». Барт зрозумів, що дійсно втратив свою душу і вирішує її повернути.
Тим часом, Доктор Гібберт зі своєю сім'єю заходять в «таверну Мо», однак вона їм не сподобалася і вони пішли. Після цього Мо вирішив переробити таверну в сімейний ресторан, щоб більше заробляти і перейменував її в «Кафе у дядечка Мо». Його ідея здійснюється, але у Мо накопичується стрес, і в підсумку він зривається на маленьку дівчинку, через що всі клієнти йдуть. Після цього Мо переробляє сімейний ресторан назад в стару таверну.
Барт намагається отримати душу у Мілгауса, але той вимагає натомість 50 доларів. В ту ніч Барту сниться, що він єдина дитина Спрінгфілда без душі. Ліса, під час молитви за обідом, насміхається над Бартом, після чого той вирішує повернути свою душу. Він приходить в будинок Мілгауса, але в ньому проходить фумігація, так що Мілгаус разом з батьками виїхав до бабусі. Коли Барт дістався до Мілгауса, він дізнався, що Мілгаус обміняв його душу на значки з Альфом у продавця Коміксів. Барт заночував біля магазину і на наступний ранок Барт дізнається у продавця Коміксів, що він продав його душу, але кому, говорити відмовляється. Барт йде додому під дощем, заходить в свою кімнату і молиться Богу, щоб він повернув йому душу. Раптом на ліжко Барта падає листок «Душа Барта Сімпсона». З'ясовується, що листок викупила Ліса. Поки вона пояснює думки філософів щодо душі, Барт щасливо з'їдає свою душу, після чого йому сниться щасливий сон про те, що у нього є душа.